# Furkapass
Przełęcz Furka (niem. Furkapass, wł. Passo della Furka) – przełęcz położona na wysokości 2436 m n.p.m., na granicy szwajcarskich kantonów Valais i Uri. Oddziela ona Alpy Lepontyńskie od Alp Berneńskich. Przełęcz Furka łączy miejscowość Realp w kantonie Uri na północnym wschodzie z Oberwaldem w kantonie Valais na południowym zachodzie. 
Pod przełęczą przebiegają dwa tunele: otworzony w 1926 r. Furka-Scheiteltunnel na wysokości 2160 m, oraz otworzony w 1982 r. Furka-Basistunnel na wysokości 1369 m.
Na przełęczy Furka kręcono niektóre ze scen filmu Goldfinger, w którym w rolę Jamesa Bonda wcielił się Sean Connery.

## Galeria

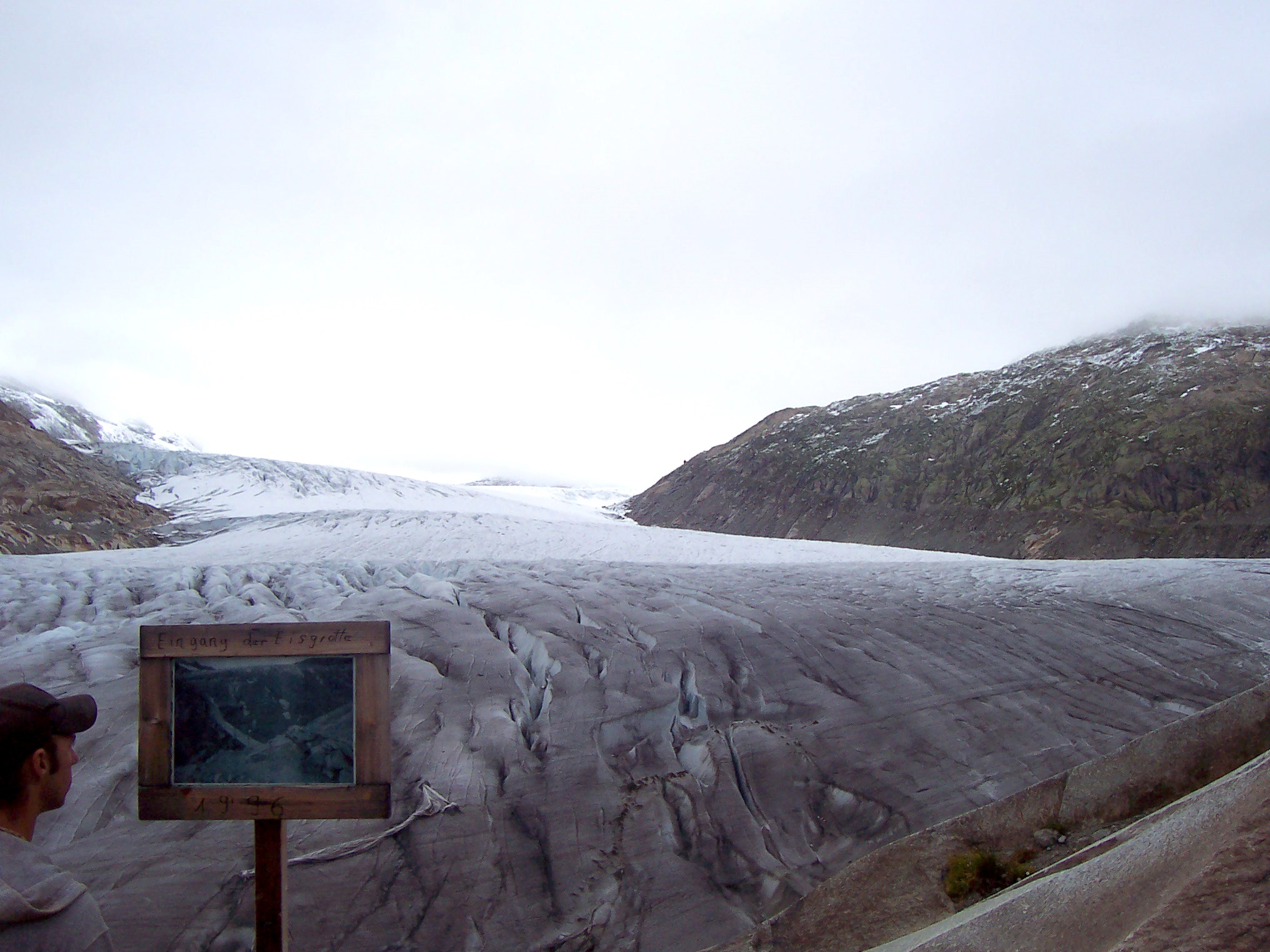
Lodowiec Furkapass
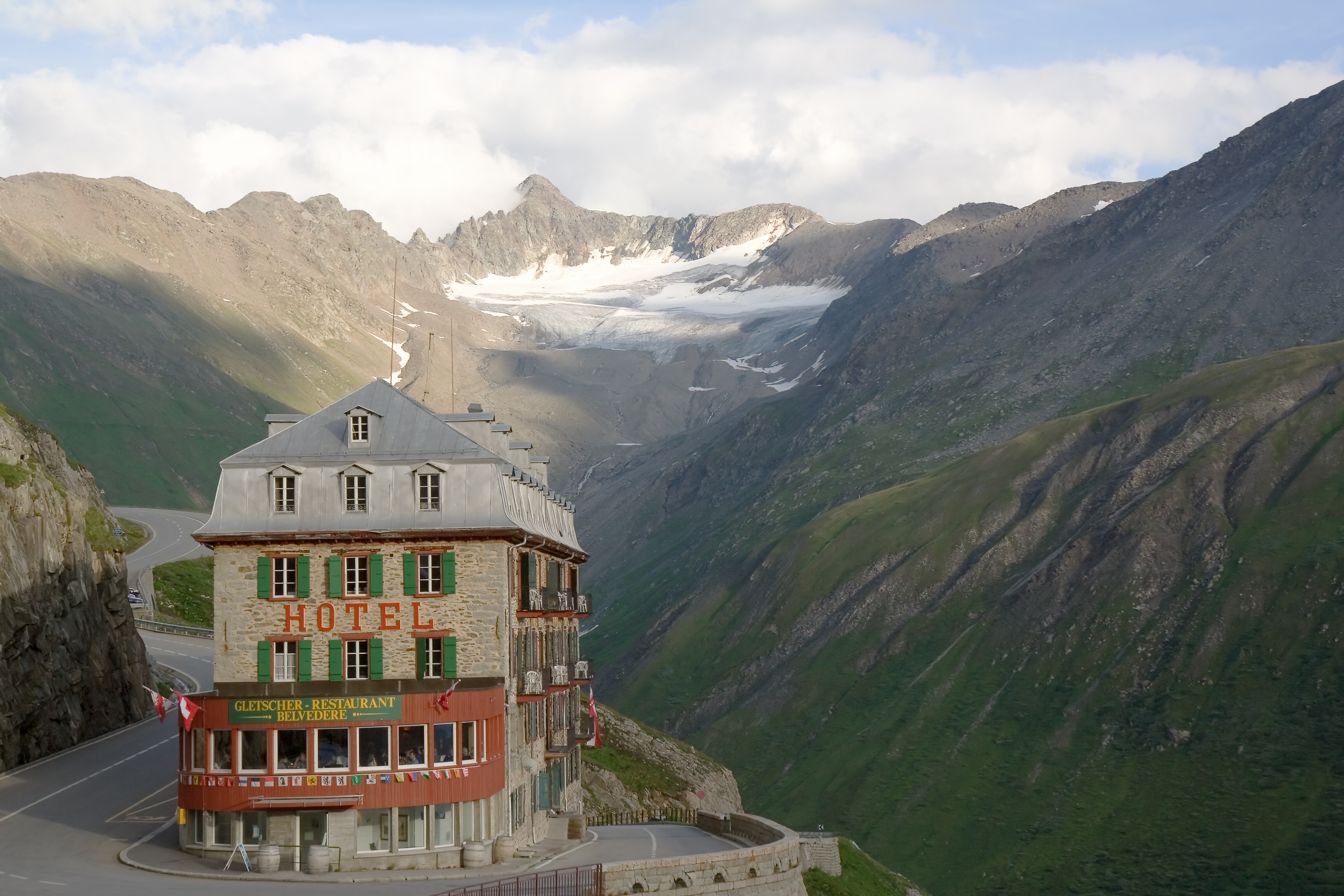
Hotel Belvedere pod przełęczą
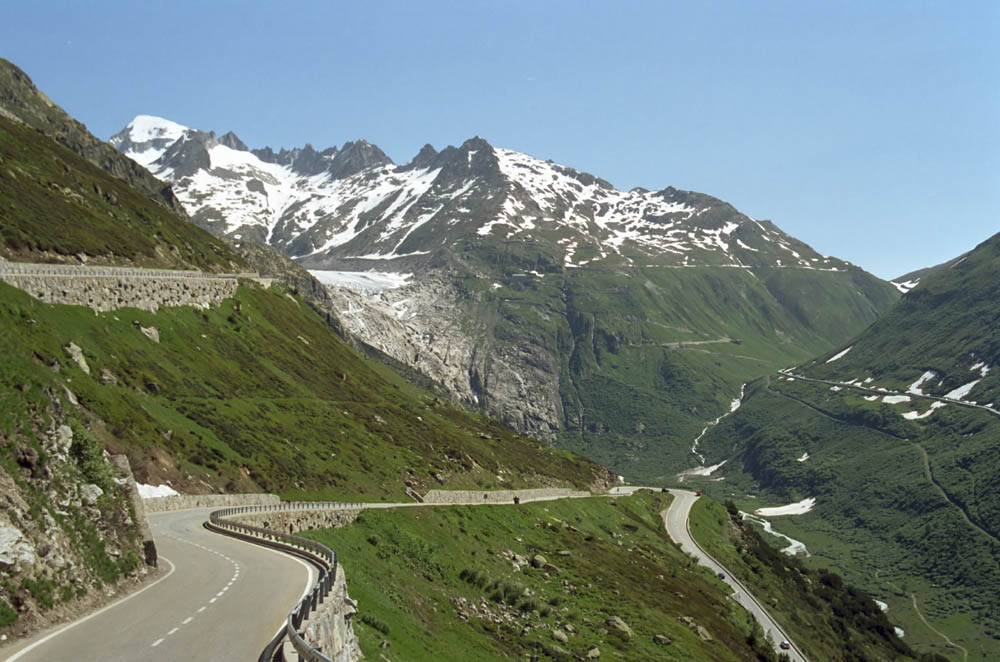
Droga na przełęcz i lodowiec Rhonegletscher
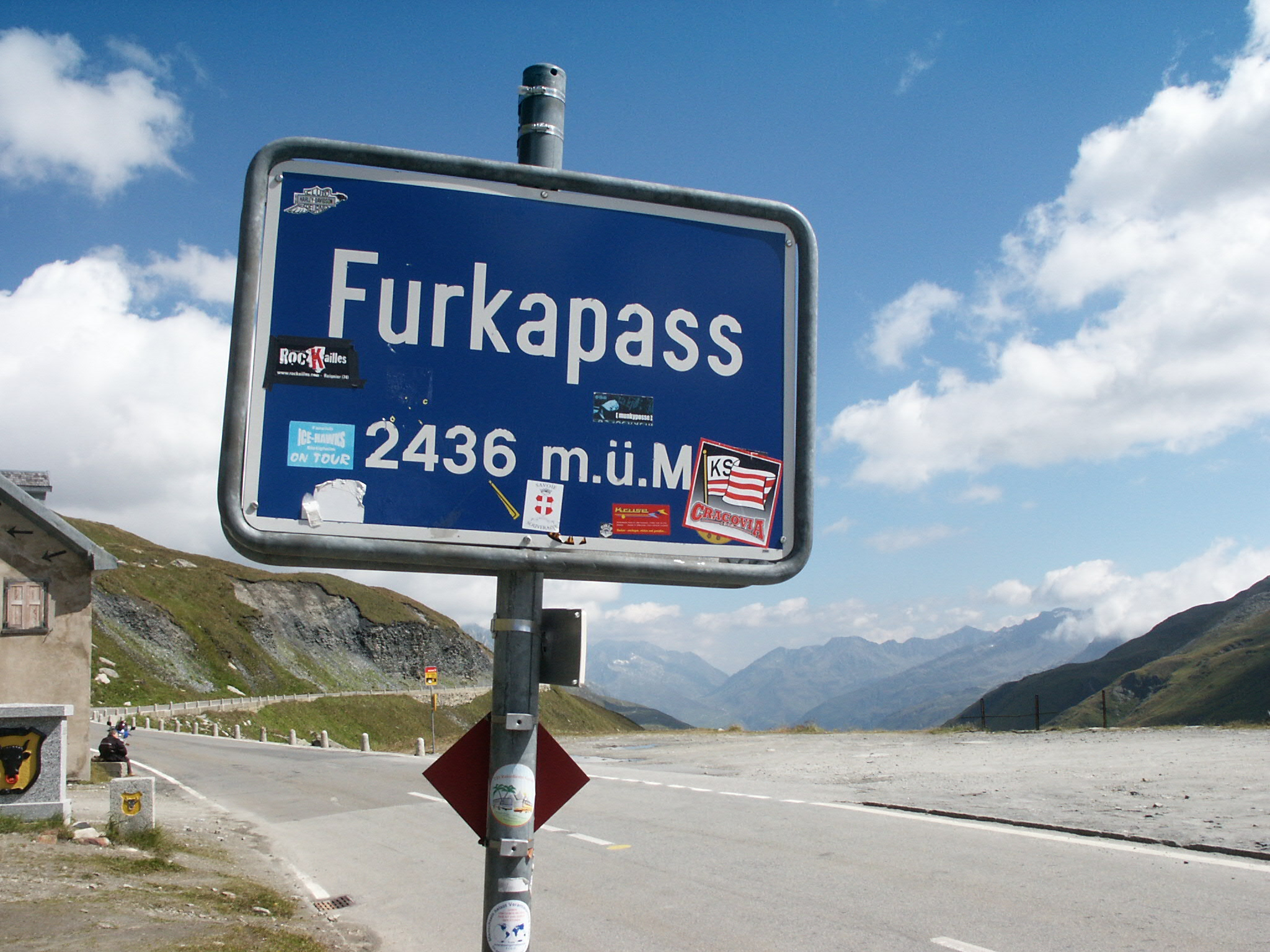
Znak informacyjny